# 櫛田育良
櫛田 育良（くしだ いくら、櫛の漢字は正しくは木偏に節、英語: Ikura KUSHIDA、2007年10月29日 - ）は、日本のフィギュアスケート選手（女子シングル、ペア、アイスダンス、シンクロ）。愛知県出身。木下アカデミー所属。中京大学附属中京高等学校在学中。
主な戦績は、2024年世界ジュニア選手権5位、2022年JGPチェコスケート3位、2023年チャレンジカップジュニアクラス2位、2023年全日本ジュニア選手権2位など。

## 人物
2007年10月29日、愛知県に生まれる。身長は167センチメートル。趣味は創作ダンス。
2023年まで京都府の宇治市立宇治中学校に在籍していた。2023年4月、中京大学附属中京高等学校通信制課程に入学した。

## 経歴
2012年、4歳でスケートを始める。名古屋の邦和スポーツランドに所属しシングルと並行してシンクロチームにも所属。2020年1月からは大阪へ引っ越し、木下アカデミーに移籍と同時に京都へ引越した。。2020年6月からはシングルと並行してペアスケートの練習も開始し森口澄士とカップルを結成したがスロージャンプ練習中に右脚骨折。同シーズン終了後にカップルを解消した。2020–21シーズンの全日本ノービス選手権ではAクラスで4位に入り、同シーズンの全日本ジュニア選手権では12位に入った。2021–22シーズンの全日本ジュニア選手権では8位に入った。
2022–23シーズン、櫛田はジュニアグランプリシリーズのチェコスケートでジュニア国際デビューを飾り、同大会では3位で表彰台に上がった。全日本ジュニア選手権では4位となり、ジュニアの推薦出場枠でシニアの全日本選手権の出場が決定した。全日本選手権では8位となった。2月のチャレンジカップではジュニア女子で柴山歩に次ぐ2位の成績を収めた。
2023–24シーズン、ジュニアグランプリシリーズの大阪大会とアルメニア杯に出場し、どちらも4位となる。全日本ジュニア選手権では、ショートプログラムで同大会2連覇中の島田麻央を上回り首位に立った。フリースケーティングでは3位となり、島田に次ぐ総合2位となった。シニアの全日本選手権ではショートプログラムで25位となり、フリースケーティング進出を逃した。初出場となった3月の世界ジュニア選手権では、ショートプログラムで自己ベストの66.61点を記録し、シン・ジア、島田麻央に次ぐ3位発進となる。フリースケーティングでは114.36点を記録し、総合180.97点で5位となった。
2025年5月9日、島田高志郎とのアイスダンスカップル結成を発表。愛称は「いくこう」。櫛田はシングルとアイスダンスを両立。

## 競技成績

### ISUパーソナルベストスコア
- SP - ショートプログラム、FS - フリースケーティング
- TSS - 部門内合計得点（英: Total segment score）は太字
- TES - 技術要素点（英: Technical element score）、PCS - 演技構成点（英: Program component score）

| 部門 | 種類 | 得点   | 大会                     |
| ---- | ---- | ------ | ------------------------ |
| 総合 | TSS  | 180.97 | 2024年世界ジュニア選手権 |
| SP   | TSS  | 66.61  | 2024年世界ジュニア選手権 |
| SP   | TES  | 37.79  | 2024年世界ジュニア選手権 |
| SP   | PCS  | 29.19  | 2023年JGP大阪            |
| FS   | TSS  | 121.35 | 2022年JGPチェコスケート  |
| FS   | TES  | 64.14  | 2022年JGPチェコスケート  |
| FS   | PCS  | 59.41  | 2023年JGP大阪            |

### 戦績表
- JGP - ISUジュニアグランプリシリーズ
- J - ジュニアクラス
- N - アドバンスドノービスクラス、A - ノービスAクラス、B - ノービスBクラス

| 大会名               | 2017–18 | 2018–19 | 2020–21 | 2021–22 | 2022–23 | 2023–24 | 2024–25 |
| -------------------- | ------- | ------- | ------- | ------- | ------- | ------- | ------- |
| 世界ジュニア選手権   |         |         |         |         |         | 5位     |         |
| JGP リガ杯           |         |         |         |         |         |         | 5位     |
| JGP 大阪             |         |         |         |         |         | 4位     |         |
| JGP アルメニア杯     |         |         |         |         |         | 4位     |         |
| JGP チェコスケート   |         |         |         |         | 3位     |         |         |
| チャレンジカップ     |         |         |         |         | 2位 J   |         |         |
| 全日本選手権         |         |         |         |         | 8位     | 25位    | 14位    |
| 全日本ジュニア選手権 |         |         | 12位    | 8位     | 4位     | 2位     | 3位     |
| 全日本ノービス選手権 | 13位 B  | 10位 B  | 4位 A   |         |         |         |         |

### 詳細
- マークが付いている大会は国際スケート連盟公認の国際大会
- パーソナルベストは太字で表示

| 2024-2025 シーズン    |                                                      |          |           |           |
| 開催日                | 大会名                                               | SP       | FS        | 結果      |
| 2024年12月19日 - 22日 | 第93回全日本フィギュアスケート選手権（門真）         | 13 64.46 | 16 122.68 | 14 187.14 |
| 2024年11月15日 - 17日 | 第93回全日本フィギュアスケートジュニア選手権（広島） | 3 64.54  | 2 124.98  | 3 189.52  |
| 2024年8月28日 - 31日  | ISUジュニアグランプリ リガ杯（リガ）                 | 2 66.36  | 8 99.65   | 5 166.01  |

| 2023-2024 シーズン     |                                                      |          |           |          |
| 開催日                 | 大会名                                               | SP       | FS        | 結果     |
| 2024年2月26日 - 3月3日 | 2024年世界ジュニアフィギュアスケート選手権（台北）   | 3 66.61  | 11 114.36 | 5 180.97 |
| 2023年12月20日 - 24日  | 第92回全日本フィギュアスケート選手権（長野）         | 25 50.20 | -         | 25 50.20 |
| 2023年11月17日 - 19日  | 第92回全日本フィギュアスケートジュニア選手権（大津） | 1 65.30  | 3 124.82  | 2 190.12 |
| 2023年10月4日 - 7日    | ISUジュニアグランプリ アルメニア杯（エレバン）       | 4 59.99  | 3 113.72  | 4 173.71 |
| 2023年9月13日 - 16日   | ISUジュニアグランプリ 大阪（大阪）                   | ３ 62.79 | 5 113.30  | 4 176.09 |

| 2022-2023 シーズン     |                                                            |         |           |          |
| 開催日                 | 大会名                                                     | SP      | FS        | 結果     |
| 2023年2月23日 - 26日   | 2023年チャレンジカップ（ティルブルフ）                     | 2 61.45 | 2 119.38  | 2 180.83 |
| 2022年12月21日 - 25日  | 第91回全日本フィギュアスケート選手権（門真）               | 9 63.29 | 10 127.29 | 8 190.58 |
| 2022年11月25日 - 27日  | 第91回全日本フィギュアスケートジュニア選手権（ひたちなか） | 5 62.32 | 4 121.97  | 4 184.29 |
| 2022年8月31日 - 9月3日 | ISUジュニアグランプリ チェコスケート（オストラヴァ）       | 8 55.67 | 3 121.35  | 3 177.02 |

| 2021-2022 シーズン    |                                                        |         |          |          |
| 開催日                | 大会名                                                 | SP      | FS       | 結果     |
| 2021年11月19日 - 21日 | 第90回全日本フィギュアスケートジュニア選手権（名古屋） | 9 57.35 | 7 107.74 | 8 165.09 |

| 2020-2021 シーズン    |                                                             |          |          |           |
| 開催日                | 大会名                                                      | SP       | FS       | 結果      |
| 2020年11月21日 - 23日 | 第89回全日本フィギュアスケートジュニア選手権（八戸）        | 12 53.21 | 13 89.66 | 12 142.87 |
| 2020年10月24日 - 25日 | 第24回全日本フィギュアスケートノービス選手権Aクラス（前橋） |          | 4 101.56 | 4 101.56  |

| 2018-2019 シーズン    |                                                             |    |          |          |
| 開催日                | 大会名                                                      | SP | FS       | 結果     |
| 2018年10月19日 - 21日 | 第22回全日本フィギュアスケートノービス選手権Bクラス（高石） |    | 10 62.54 | 10 62.54 |

| 2017-2018 シーズン    |                                                             |    |          |          |
| 開催日                | 大会名                                                      | SP | FS       | 結果     |
| 2017年10月20日 - 22日 | 第21回全日本フィギュアスケートノービス選手権Bクラス（大津） |    | 13 60.05 | 13 60.05 |

## プログラム使用曲
| シーズン | ショートプログラム                                                                                      | フリースケーティング |
| -------- | --- | --- |
| 2023–24  | 恋のアランフェス"レッド・ヴァイオリン" 作曲：ホキアン・ロドリーゴ 演奏：川井郁子 振付：キャシー・リード | 映画『The Little Prince』より Preparation Escape 作曲：ハンス・ジマー、リチャード・ハーヴェイ 振付：ケイトリン・ウィーバー |
| 2022–23  | 恋のアランフェス"レッド・ヴァイオリン" 作曲：ホキアン・ロドリーゴ 演奏：川井郁子 振付：キャシー・リード | オペラ『サムソンとデリラ』より 作曲：カミーユ・サン＝サーンス 振付：キャシー・リード                                       |
| 2021–22  | 映画『ピアノ・レッスン』より 作曲：マイケル・ナイマン 振付：宮本賢二                                    | オペラ『サムソンとデリラ』より 作曲：カミーユ・サン＝サーンス 振付：キャシー・リード                                       |